# Ondřej Fortner
Ondřej Fortner, také Andreas Joseph Fortner ( 16. červen 1809 Praha; 14. březen 1862 Mnichov) byl český stříbrník, ciselér, malíř a grafik, naturalizovaný v Mnichově.

## Život a dílo
Narodil se jako druhorozený syn významného pražského stříbrníka Josef Fortnera (*1769) a jeho manželky Františky Magdalény, rozené Fleischmannové, která pocházela rovněž z rodiny stříbrníků.. Jeho starší bratr Ludvík (1797–1872) byl významný stříbrník v Praze a ve Vídni, mladší bratr Josef (*1812) byl herec a hudebník.
V letech 1821–1826 se vyučil v dílně svého otce a v roce 1827 složil tovaryšskou zkoušku. V letech 1823 až 1832 současně studoval monumentální (historickou) malbu a kresbu na pražské Akademii výtvarných umění u Františka Tkadlíka, v tamní grafické dílně se vyučil mědirytině, leptu a litografii. Za své školní práce získal v letech 1828 až 1832 opakovaně výroční cenu pražské akademie v oboru historické malby a v roce 1832 byl oceněn za bozzetto sochy Venuše Medicejské. V témže roce složil magisterskou zkoušku.
V létě 1840 odjel do Mnichova a tři roky tam na Akademii pokračoval ve studiu historické malby. Následovala studijní cesta, při které projel Francii, Belgii a v roce 1850 Anglii. Později cestoval do Itálie, po Středozemním moři a navštívil také Egypt.
Ondřej Fortner zemřel v roce 1862 předčasně ve věku 52 let, zanechal manželku se třemi syny a byl pochován na starém jižním hřbitově v Mnichově. Jeho hrob se dochoval.

## Dílo

### Stříbrnické a klenotnické práce
Šťastnou náhodou se v Mnichově prosadil dvorskými zakázkami pro bavorského krále Ludvíka a jeho syny: soupravu svatebních šperků podle návrhu svého přítele Eugena Neureuthera vytvořil pro korunního prince Karla Theodora Bavorského, stejně jako reprezentační šavli ve stylu historismu (1860). Tato popularita mu přivedla další zákazníky z řad vyšší šlechty a podnikatelů. Stolní kašnu vytvořil pro hraběte Fridricha Waldbotta von Bassenheim, další bibeloty objednali hrabě Pallavicini, Frankenstein nebo bankéř Alexandr Stieglitz z Petrohradu. Dochovala se jeho fotografie, údajně z ateliéru Franze Hanfstaengla, který byl portrétistou bavorské královské rodiny a mnoha umělců.

### Obrazy a grafika
Maloval historické i náboženské kompozice, portréty a krajiny. Vystavoval pravidelně také v Praze, například roku 1858.